# San Remigio
San Remigio é um município de  terceira classe de renda municipal (d) na província Cebu, nas Filipinas. De acordo com o censo de 1 de maio  de  2020 possui uma população de 65 744 pessoas e 16 707 domicílios.